# Anežka Čermáková-Sluková
Anežka Čermáková Sluková v matrice Aneška (12. února 1864 Světlá p. J.-Dolení Paseky (dř. Dolní) – 7. března 1947 Praha) byla česká učitelka, spisovatelka, překladatelka a etnografka.

## Životopis
Rodiče Anežky Čermákové Slukové byli Jan Sluka – „chaloupník“ v Pasekách – a Josefa Sluková Mužáková. Sourozenci: Maria (1848), Josefa (1850), Ludmila (1852), Jan Nep. Cyril (1854), Johanna (1856), Petr (1861), Karolina (1863) a Božena (Beatrix 1866)
V dětském věku ji v roce 1877, po úmrtí otce, vzala k sobě do Prahy teta – spisovatelka Karolína Světlá (provdaná Mužáková). V Praze navštěvovala školu Ženského výrobního spolku českého a složila zkoušky na učitelku ručních prací. V roce 1901 se provdala za Josefa Čermáka. Už v mládí se zapojila do pražského literárního dění. V 90. letech spolupracovala s Eliškou Krásnohorskou, se kterou vydala řadu pohádkových knih.

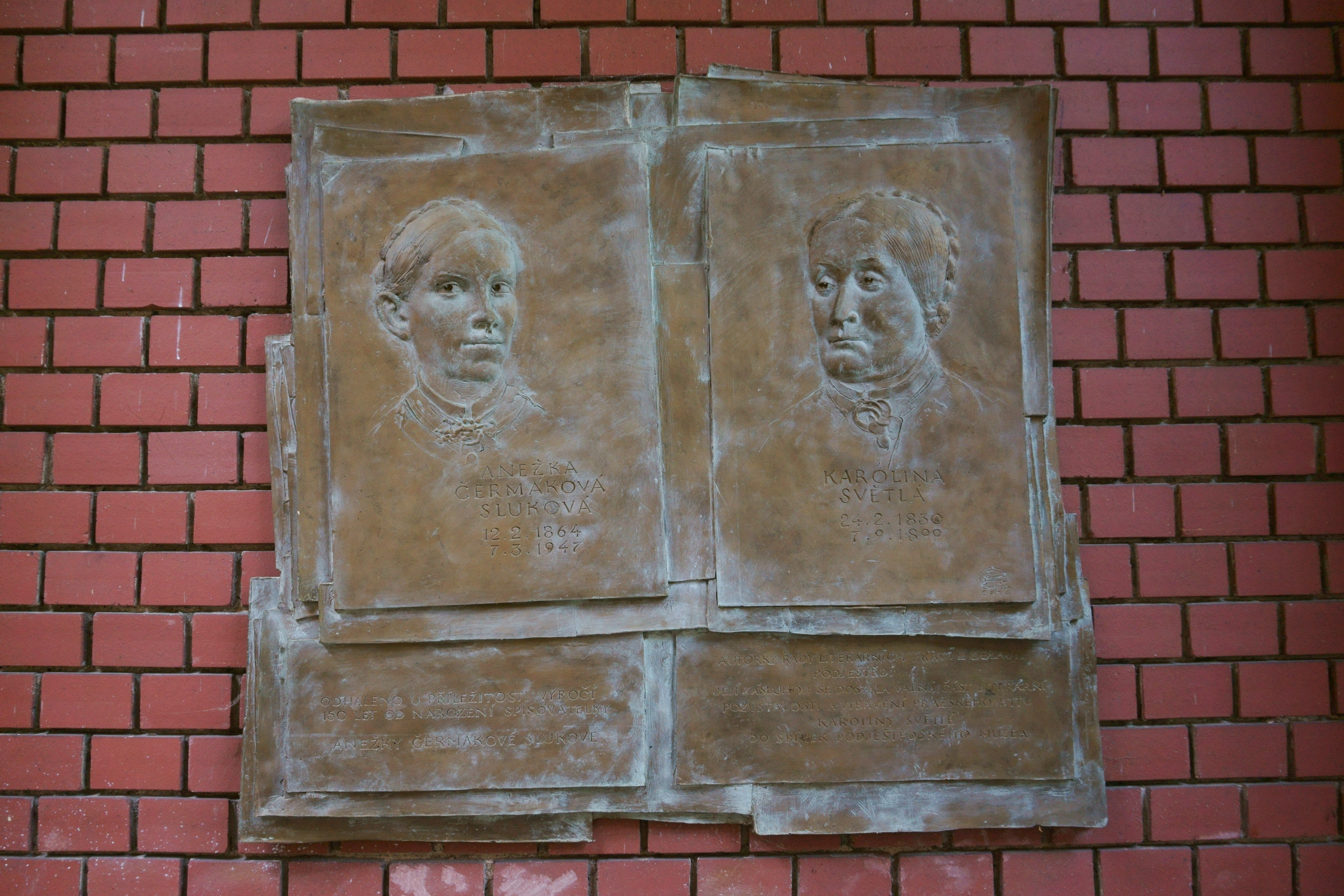
Deska v Podještědském muzeu připomínající Anežku Čermákovou-Slukovou (odhalená 2014), díky které muzeum získalo písemnou pozůstalost Karoliny Světlé

Naučila se polsky a překládala. Karolině Světlé se stala společnicí, pak tajemnicí a sekretářkou. Dělala korektury, jazykově upravovala a zapisovala díla, která jí Karolina Světlá v době své oční choroby diktovala. Po smrti spisovatelky se stala dědičkou jejího literárního odkazu. Památku tety uchovávala vydáváním korespondence, vzpomínek, i uspořádáním a úpravou jejích souborných spisů v Ottově nakladatelství. Zasloužila se o zachování literární pozůstalosti spisovatelky v celistvosti a nechala ho uložit do Podještědského muzea v Českém Dubu.
Sama plodně přispívala prozaickými črtami či povídkami do časopisů. Tematicky čerpala hlavně ze života rodného Podještědska.

## Dílo

### Beletrie[4]
- Z pohádky do pohádky – české mládeži vypravují Eliška Krásnohorská a Anežka Sluková. Praha: Josef R. Vilímek, 1892; 1934; 1940 s četnými obrázky Artuše Scheinera
- Povídej, povídej: nová sbírka oblíbených pohádek – pro české dítky upravila Anežka Sluková; s úvodní pohádkou Elišky Krásnohorské. Praha: Alexander Storch, 1893
- Našim poupátkům: sbírka povídek pro české dívky upravily Anežka Sluková a Eliška Krásnohorská. Praha: Alexander Storch, 1896
- Z knihy do srdéčka – povídky Elišky Krásnohorské a Anežky Slukové. Praha: Josef R. Vilímek, 1896
- Vzpomínky na Karolinu Světlou. Praha: Jan Otto, 1909
- Karolína Světlá ve stycích s Janem Nerudou – Karolina Světlá; úvodem a poznámkami opatřila A. Čermáková-Sluková. Praha: J. Otto, 1912
- Sluncový kůň: V noci slunovratu; Zlatá husa; O chudých sirotcích a andělu. Praha: Šolc, 1917
- Pohádky naší babičky – E. Krásnohorská a A. Sluková; s četnými obrázky Artuše Scheinera. Praha: Josef R. Vilímek [1922–1940]; 1941
- S Terezou a bez Terezy; [s 8 ilustracemi akad. malíře Fr. Vrobla]. Mladá Boleslav: Karel Vačlena, 1927
- Malé nebíčko: po stopách Karoliny Světlé. Mladá Boleslav: Hejda & Zbroj, 1936
- Z mládí Karoliny Světlé a Jana Nerudy. Praha: Jan Otto, 1940
- Pohádky zimního večera – hodným dítkám vypravují Eliška Krásnohorská a A. Sluková. Praha: Josef R. Jelínek, 1929; [1940; 1941 ilustroval Artuš Scheiner]
- Rýbrcoul: Trojí přání – E. Krásnohorská, A. Sluková. Praha: Brázda, 1947